# Auguste Achte
Auguste Amand Aimé Achte, né le 5 août 1861 à Warhem, près de Dunkerque, dans la Flandre française et mort le 2 février 1905 à Virika, dans le protectorat de l'Ouganda, est un missionnaire français catholique, membre des Pères blancs, qui fut un des pionniers de l'Église en Ouganda, un linguiste et un ethnographe de ces régions.

## Biographie

### Formation

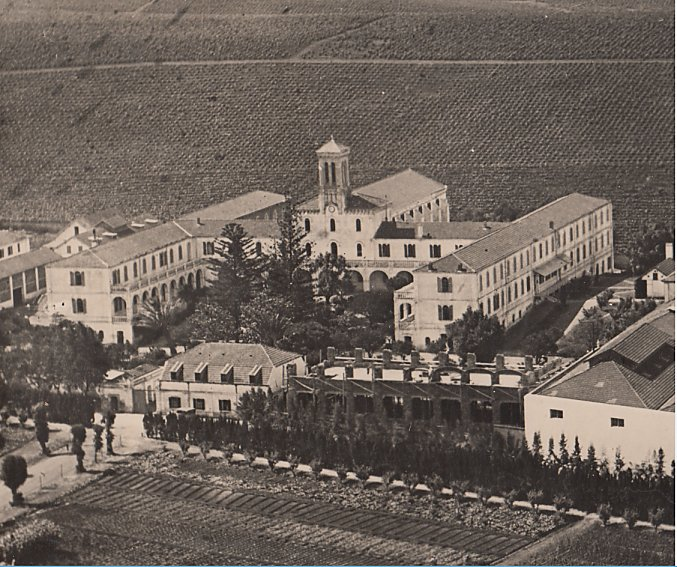
Maison-Carrée, maison-mère et noviciat des Pères blancs.

Auguste Achte (toutes ses initiales commencent par A) naît dans une famille de paysans flamands pieuse (et flamingante, comme dans toutes les campagnes de Flandre française à cette époque) de quinze enfants. Le jeune Achte sent très tôt la vocation missionnaire en lisant entre autres la vie de Théophane Vénard. Il est envoyé au petit séminaire d'Hazebrouck à quatorze ans. Il demande son entrée à la Société des missionnaires d'Afrique à l'âge de dix-neuf ans. Il fait aussitôt son noviciat des Pères à Maison-Carrée, près d'Alger, puis son scolasticat à Carthage, où il est ordonné prêtre en 1885 à l'âge de vingt-quatre ans. Deux de ses frères seront également missionnaires : Stanislas rejoint en 1888 l'ordre de Cîteaux (les cisterciens) et sera envoyé à Pékin, tandis que Jérémie s'apprête à devenir frère coadjuteur des Pères blancs. Sa sœur et filleule Germaine entrera en 1891 chez les religieuses de Saint-Joseph de Nazareth, sous le nom de Sœur Marie-Joseph.
Auguste Achte se distingue par ses dons intellectuels. Il est affecté par ses supérieurs à la faculté théologique des Pères blancs à leur mission de Jérusalem pour la formation des futurs prêtres melkites (dont la plupart sont originaires des provinces de Palestine et de Syrie) à Sainte-Anne. Comme tous les Pères blancs à cette époque, Auguste Achte avait appris l'arabe obligatoirement dès son arrivée en Afrique du Nord.

### Afrique orientale
En 1889, il demande de partir pour l'Afrique équatoriale, et il est envoyé à la procure des Missionnaires d'Afrique de Zanzibar, où il commence l'étude du swahili, langue véhiculaire dans toute l'Afrique orientale. En plus du flamand, du français, bien sûr du latin, puis de l'arabe et du swahili, il a par la suite appris le luganda, le runyoro-rutoro et le kiziba, et a réalisé des traductions d'évangiles, des rédactions de catéchismes, de recueils de chants, d'ouvrages de spiritualité, etc. dans ces langues. En outre, le P. Achte s'est mis à apprendre l'anglais pour communiquer avec les autorités coloniales britanniques, bien qu'au début (au moins jusqu'à la fin de la Première Guerre mondiale) les Pères blancs, francophones, dont le plus ferme est Henri Streicher, fussent réticents à faire apprendre à leurs ouailles l'anglais, par crainte de « contagion protestante ». À Zanzibar, le P. Achte prépare au baptême et enseigne des enfants rachetés de l'esclavage, esclavage dont le sultanat de Zanzibar est une plaque tournante dans toute l'Afrique orientale et au-delà.
Il se rend aussi en face de l'île, à Bagamoyo, sur le continent, petite bourgade qui sert de capitale administrative à l'Afrique orientale allemande où se trouve une mission des Pères blancs. L'un d'eux, le P. August Schynse (qui avait participé auparavant à l'expédition au secours d'Emin Pacha), voulait accompagner une nouvelle expédition dirigée par Emin Pacha en avril 1890 de Bagamoyo, jusqu'au sud du lac Victoria. Le P. Achte reçoit la permission de s'y joindre. Avec le P. Schynse et Franz Stuhlmann et près de quatre cents porteurs, ils font les 1 200 kilomètres à pied jusqu'au sud du lac Victoria. Le P. August Schynse mourra épuisé en novembre 1891 à Bukumbi. Il décrira dans ses livres comment Stanley s'était servi de l'expédition de secours de 1886-1889 pour renforcer l'influence britannique en Afrique orientale au détriment des autres puissances coloniales.

### Ouganda
Pendant les mois qui suivent, le P. Achte stationne à la mission de Nyegezi, qu'il reconstruit, et instruit les élèves en swahili et en luganda. En janvier 1891, il traverse avec Jean-Joseph Hirth (vicaire apostolique du Victoria-Nyanza), au péril de leurs vies, le lac avec une petite flottille de pirogues transportant des cargaisons et d'autres confrères, afin de rejoindre le territoire de l'actuel Ouganda. Au cours d'une tempête, ils sont obligés d'envoyer par-dessus bord un précieux harmonium, pour alléger l'embarcation. Arrivé en Ouganda, le Père Achte aide à la fondation de la mission de Kyagwe, puis s'installe aux îles Sessé du lac Victoria, pour réclamer la région qui y avait été assignée aux catholiques. Il était aux Sessé lors des événements dramatiques qui ont eu lieu autour de Rubaga (et la future Kampala) en janvier 1892.
Le capitaine Lugard, représentant de l'Imperial British East Africa Company (société impériale britannique de l'Afrique orientale), arrive avec l'ordre de prendre l'Ouganda (ou Bouganda), ce qui exacerbe la minorité anglicane contre la majorité loyaliste catholique. Les Anglais arment les convertis anglicans contre les tribus catholiques qui sont mises en déroute, avec le roi ganda à leur tête, provoquant l'emprisonnement de Antonin Guillermain et le pillage des stations missionnaires.
Le P. Achte reçoit l'ordre de son évêque de s'occuper des réfugiés catholiques, regroupés à Buddu (en) et au-delà de la frontière de l'Afrique orientale allemande. Achte, homme de paix, parvient à négocier avec Lugard le retour du kabaka Ganda, malgré sa perversité. Il fonde ensuite la mission de Bikira et poursuit ses études linguistiques, puis à Koki, dans le sud-est du pays Ganda, et à Bukumi, malgré les incursions hostiles des rebelles Nyoro. Le Bouganda entre dans l'Empire colonial britannique, comme protectorat, en 1894 et devient l'Ouganda.
En 1895, le nouveau vicaire apostolique, Henri Streicher, l'envoie missionner en pays Toro et fonder Virika au pied des monts Rwenzori. En 1897, il explore la région méridionale du lac Albert dans le but de fonder une station à Katwe et de prendre contact avec les Belges de l'État libre du Congo sur la rive opposée du Semliki, mais son groupe est pris par les bandes du redoutable Mulamba. Ils sont molestés et affamés pendant quelques jours avant d'être relâchés, l'ayant convaincu de n'être pas sujets belges.
Le P. Achte se rend à la mission de Rubaga (un des noyaux futurs de Kampala), qui est la principale du vicariat apostolique du Victoria-Nyanza septentrional, dans le but de se réconcilier avec les Anglais; mais le roi Ganda, Mwanga, bien que s'étant entretemps rendu à des offices protestants, célébrés par des ministres du culte anglais, s'allie avec les rebelles Nyoros contre les Anglais, ce qui provoque encore des troubles. Auguste Achte devient provicaire, visite toute la région et ses missions et rédige une Histoire de l'Ouganda, document précieux sur l'histoire précoloniale et d'avant 1900 de ces contrées. Il est élu membre du chapitre général des Pères blancs qui doit se réunir en 1900 à Maison-Carrée. Au cours du voyage, il s'arrête d'abord en pèlerinage à Jérusalem, va retrouver quelque temps sa famille en France, part pour Rome afin de rendre compte et servir le 24 mai 1900 la messe pontificale de la canonisation de saint Jean-Baptiste de La Salle à la basilique Saint-Pierre par Pie X, puis il passe un séjour à Glasgow chez les maristes pour perfectionner son anglais. Ensuite, il participe au chapitre général des Pères blancs en Algérie (qui réélit Léon Livinhac), puis, après presque deux ans de voyage, retourne à Rubaga, jusqu'en 1902.
Il demande à retourner en pays Toro et à Virika où il meurt d'une brève maladie le 2 février 1905 à l'âge de quarante-quatre ans et est enterré le lendemain.
Lorsqu'il est arrivé en 1891, il y avait neuf missionnaires catholiques, trois stations missionnaires, et un grand total de 12 000 personnes baptisées et catéchumènes. Quand il est mort, quatorze ans plus tard, l'Église catholique en Ouganda comptait soixante-douze pères et frères missionnaires, seize sœurs missionnaires de Notre-Dame d'Afrique, près d'un millier de catéchistes, plus de vingt stations missionnaires, un petit séminaire et un séminaire, plus de 92 000 catholiques et plus de 100 000 catéchumènes. Il a rédigé plus d'une douzaine d'articles savants sur l'ethnologie et une Histoire de l'Ouganda, ou Histoire des rois Bagandas.